# Madrigal în constelația UNESCO
Madrigal în constelația UNESCO este un film românesc din 2014 regizat de Laurențiu Damian.

## Distribuție
Distribuția filmului este alcătuită din:
- Corneliu Ulici — vocea comentatorului